# Podophyllum aurantiocaule
Podophyllum aurantiocaule är en berberisväxtart som beskrevs av Hand.-mazz.. Podophyllum aurantiocaule ingår i släktet fotblad, och familjen berberisväxter. Utöver nominatformen finns också underarten P. a. uniflorum.